# IRM (альбом)
IRM — третий студийный альбом англо-французской певицы и актрисы Шарлотты Генсбур, вышедший в 2009 году. Автором и продюсером всех песен альбома является американский музыкант Бек (за исключением композиции «Le Chat du Café des Artistes», написанной канадским певцом и автором песен Жаном-Пьером Ферланом). Запись «IRM» большей частью проходила в домашней студии Бека в Лос-Анджелесе, штат Калифорния.

## Список композиций
| №   | Название                       | Длительность |
| --- | ------------------------------ | ------------ |
| 1.  | «Master's Hands»               | 2:49         |
| 2.  | «IRM»                          | 2:35         |
| 3.  | «Le Chat du Café des Artistes» | 4:03         |
| 4.  | «In the End»                   | 2:00         |
| 5.  | «Heaven Can Wait»              | 2:41         |
| 6.  | «Me and Jane Doe»              | 3:21         |
| 7.  | «Vanities»                     | 3:38         |
| 8.  | «Time of the Assassins»        | 2:46         |
| 9.  | «Trick Pony»                   | 2:53         |
| 10. | «Greenwich Mean Time»          | 2:25         |
| 11. | «Dandelion»                    | 3:18         |
| 12. | «Voyage»                       | 4:05         |
| 13. | «La Collectionneuse»           | 5:15         |

## Позиции в хит-парадах
| Страна    | Наивысшая позиция | Пребывание в чарте | Источник |
| --------- | ----------------- | ------------------ | -------- |
| США       | 69                | 2 недели           | [ 2 ]    |
| Франция   | 4                 | 42 недели          | [ 3 ]    |
| Швейцария | 28                | 11 недель          | [ 4 ]    |